# Bacchisa klapperichi
Bacchisa klapperichi är en skalbaggsart som beskrevs av Stefan von Breuning 1956. Bacchisa klapperichi ingår i släktet Bacchisa och familjen långhorningar. Inga underarter finns listade.